# ティートンダム
ティートンダム（Teton Dam）はアメリカ合衆国アイダホ州を流れるティートン川（スネーク川支流）にあったダム。

## 概要
多目的ダムとして1972年に着工。1975年3月から湛水を開始したが、1976年6月3日に漏水が確認され2日後の6月5日に崩壊した。その結果死者11人、死亡家畜13,000頭、被害総額は20億ドルというアメリカでの最悪のダム決壊被害をもたらした。

ダムが崩壊する様子
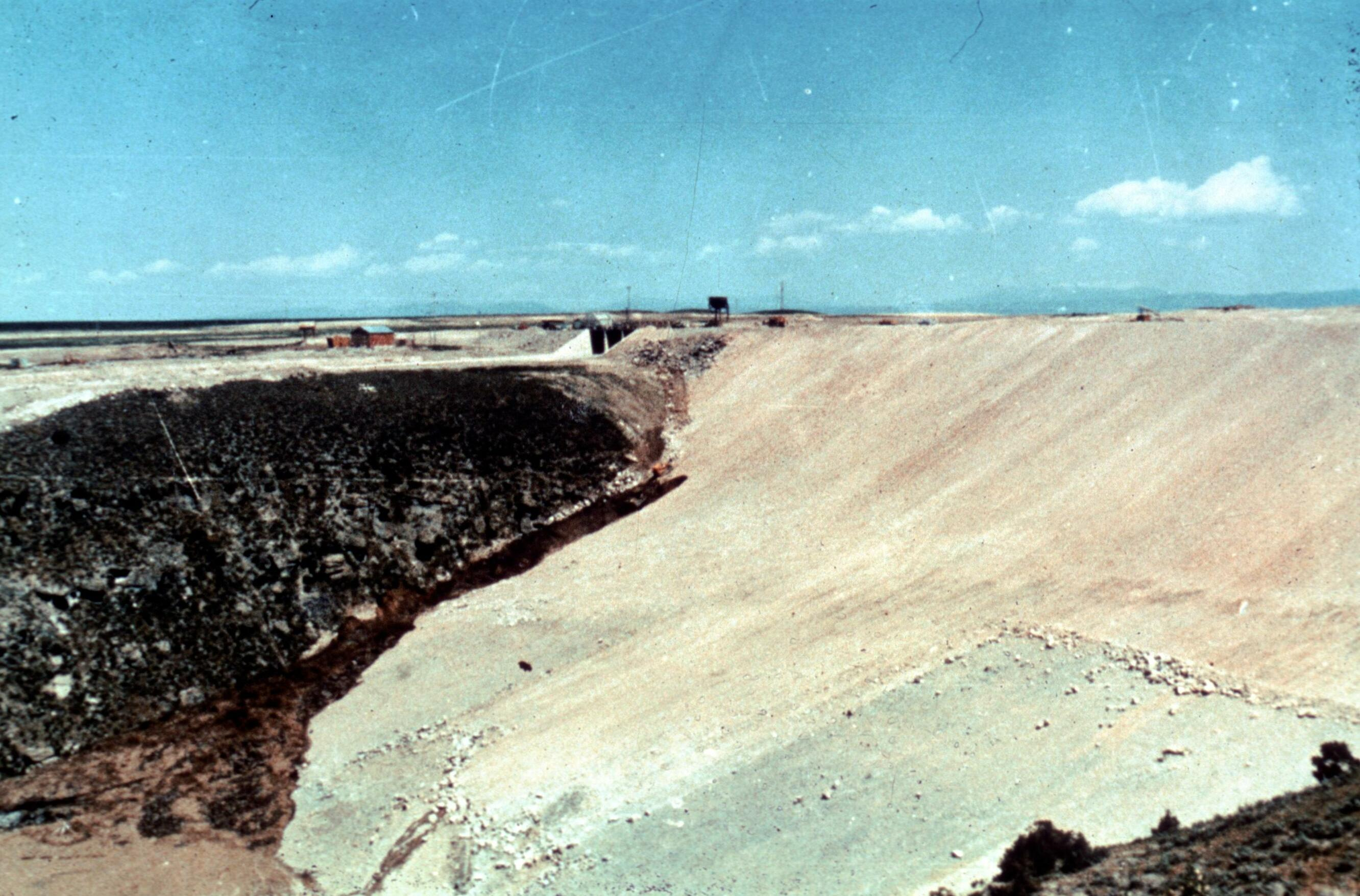
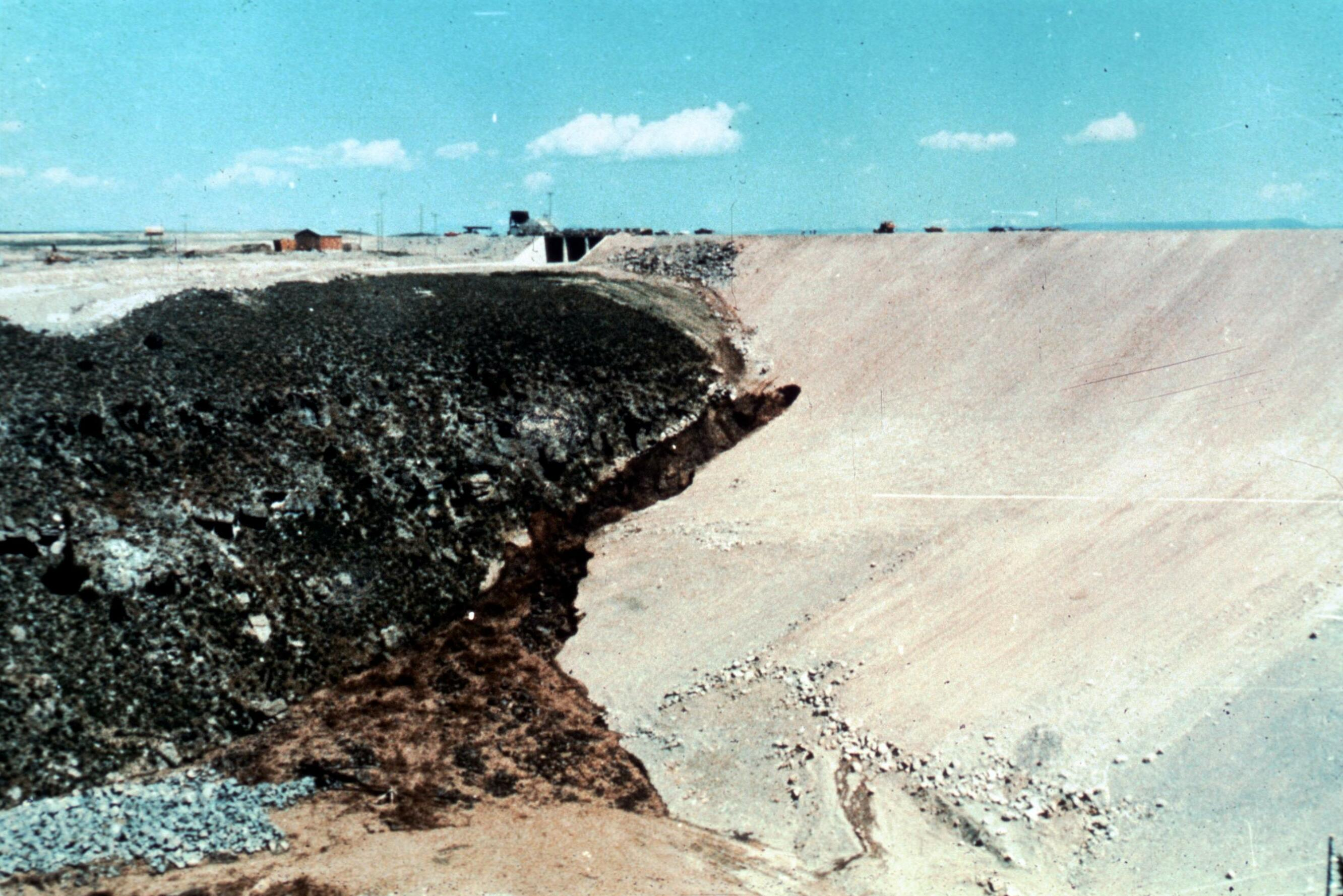
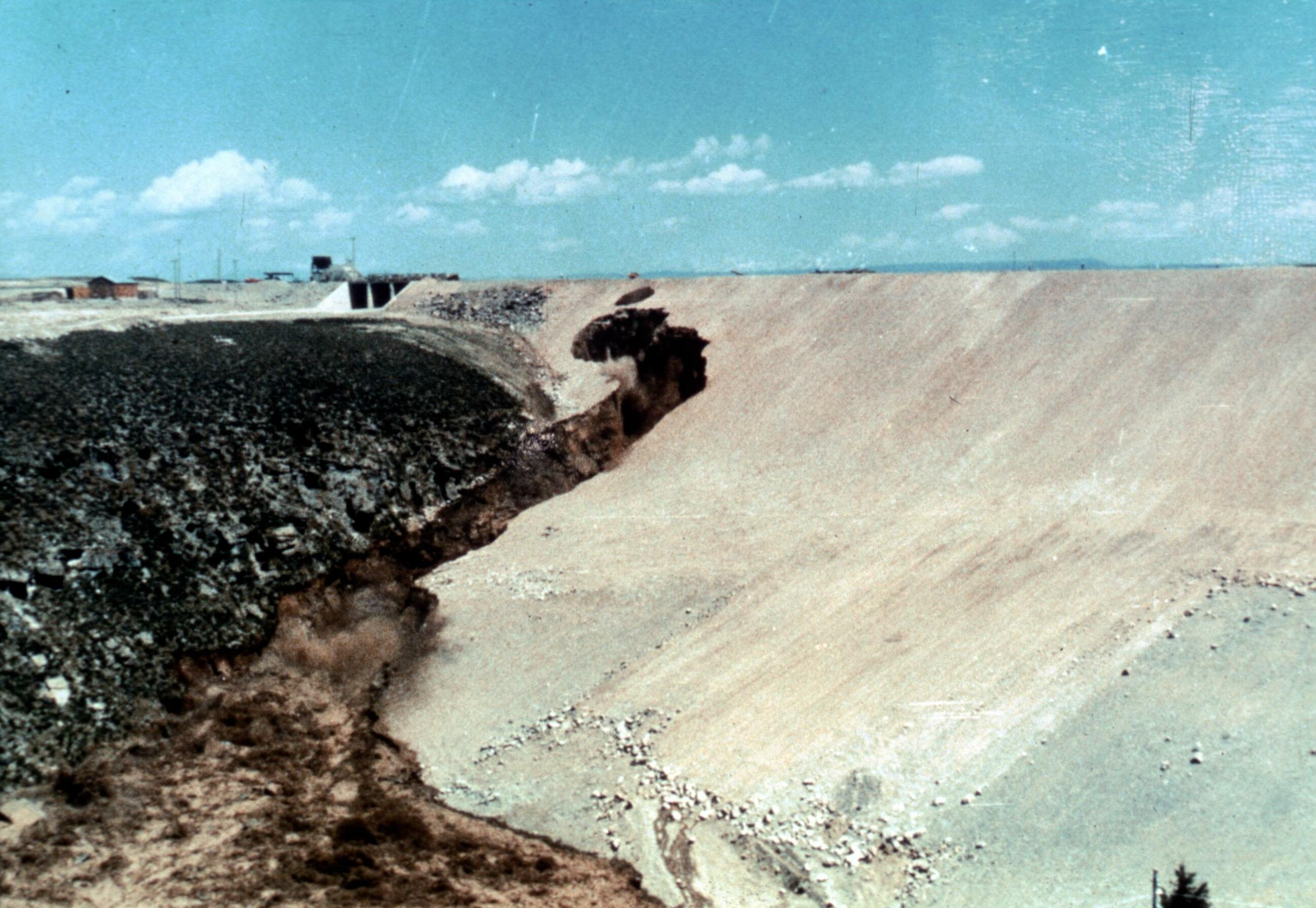
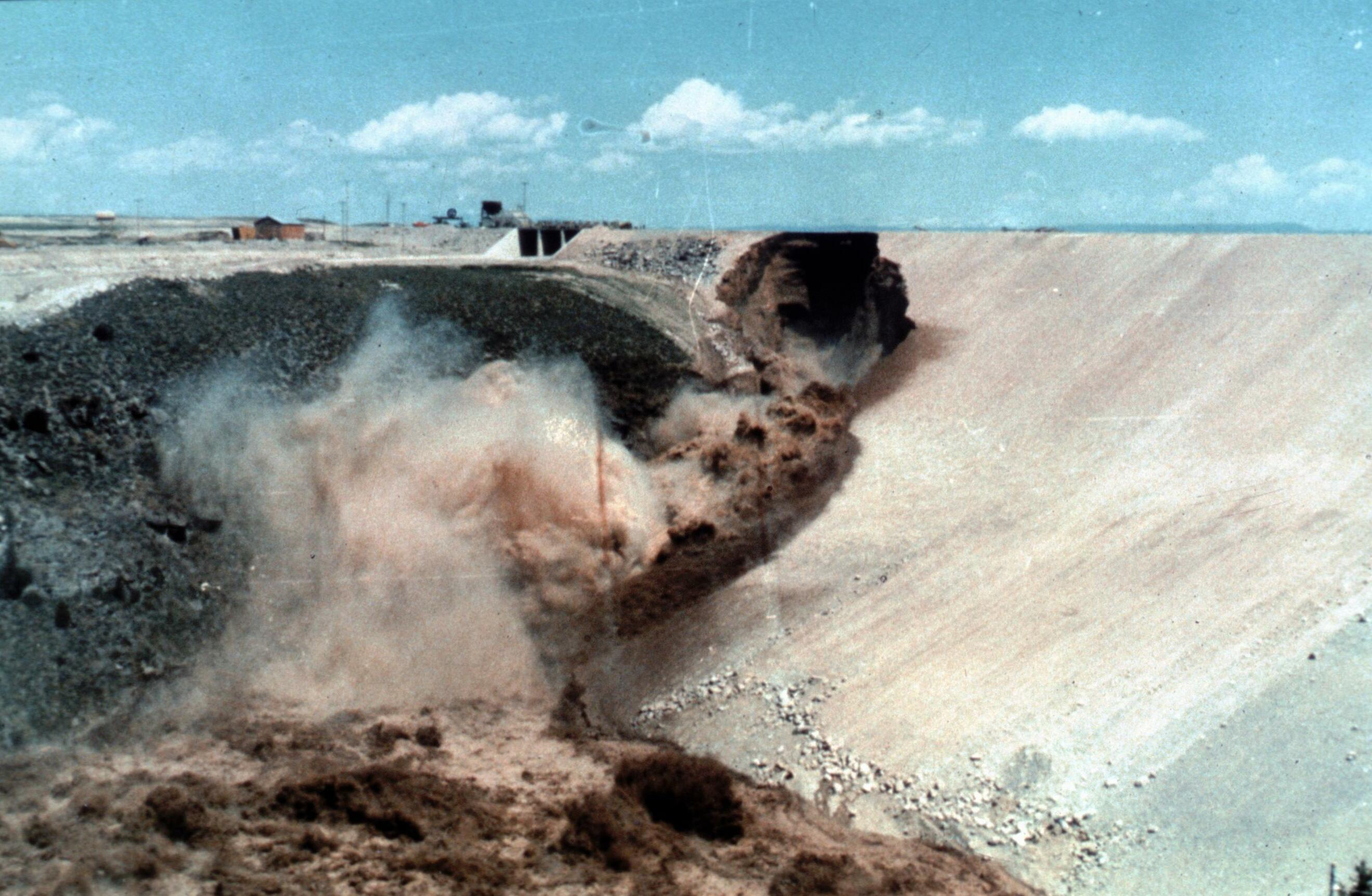

決壊過程の動画記録も残っている。災害規模の割に人的被害が少なかったのは周辺の町や村がモルモン教徒のコロニーで、地域のまとまりが強く、災害情報が行き届いたためと言われている。現在は史跡となっている。

## 崩壊の原因
盛土内部の侵食により右岸側岩着部に漏水が発生。やがてパイピング現象が生じて破堤に至った。